# Кызыл-Дыйкан (Ошская область)
Кызыл-Дыйкан (кирг. Кызыл-Дыйкан) — село в Узгенском районе Ошской области Кыргызстана. Входит в состав Жазыского аильного округа. Код СОАТЕ — 41706  255 824 02 0

## Население
По данным переписи 2023 года, в селе проживало 3 924 человек.